# 范用
范用（1923年—2010年9月14日），男，江苏镇江人，中国出版家。

## 生平
1938年进入出版业，在當時讀書生活出版社做實習生。
中华人民共和国成立后曾任人民出版社副总编辑、副社长、三联书店总经理等职。
文革期间曾与和陈翰伯、陈原等被批为“陈范集团”。1979年4月与陈翰伯、陈原、冯亦代、倪子明创立《读书》杂志。另外还提议创立了《新华文摘》杂志。并曾促成巴金《随想录》、《傅雷家书》、楊絳《幹校六記》等书的出版。范用被戲稱為「三多先生」：書多，酒多，朋友多。
2010年去世。